# پرندگان خشمگین جنگ ستارگان ۲
«پرندگان خشمگین جنگ ستارگان ۲» (انگلیسی: Angry Birds Star Wars II) یک بازی ویدئویی در سبک پازل است که توسط لوکاس‌آرت و در سال ۲۰۱۳و در پلتفرم‌های ویندوز فون، اندروید، و مایکروسافت ویندوز منتشر شده‌است.
این بازی همچون نسخه قبلی خود (پرندگان خشمگین جنگ ستارگان) اقتباسی از سری فیلم های جنگ ستارگان است و به داستان قسمت های یک تا سه جنگ ستارگان میپردازد. از این رو میتواند برای طرفداران این مجموعه تجربه‌ای دلچسب باشد.